# أباتوصوراوات
الأباتوصوراوات (الاسم العلمي:†Apatosaurinae) هي أسرة من الحيوانات تتبع الفصيلة الدبلودوكات من سحليات الورك.

## أجناس الأباتوصوراوات
- الأباتوصور
- البرنتوصور